# 1966 FIFAワールドカップ・決勝
1966 FIFAワールドカップ・決勝は、1966年6月30日に、イングランド・ウェンブリー・スタジアムで行われた、FIFAワールドカップの決勝である。イングランドが4-2で勝利、大会初優勝を果たした。この試合はイングランドのみならずイギリスで最も視聴されたテレビ放送のリストで第一位を記録した。

## 試合結果
| 1966年7月30日 15:00 |

| イングランド                                  | 4 - 2 (延長) | 西ドイツ                        |
| ハースト 18分, 101分, 120分 · ピータース 78分 | レポート     | ハーラー 12分 · ヴェーバー 89分 |

| ウェンブリー・スタジアム（ロンドン） 観客数: 98,000人 主審: ゴットフリート・ディーンスト |

| イングランド | 西ドイツ |

| GK               | 1  | ゴードン・バンクス     |      |
| RB               | 2  | ジョージ・コーエン     |      |
| CB               | 5  | ジャック・チャールトン |      |
| CB               | 6  | ボビー・ムーア         |      |
| LB               | 3  | レイ・ウィルソン       |      |
| DM               | 4  | ノビー・スタイルズ     |      |
| RM               | 7  | アラン・ボール         |      |
| AM               | 9  | ボビー・チャールトン   |      |
| LM               | 16 | マーティン・ピータース | 20分 |
| CF               | 10 | ジェフ・ハースト       |      |
| CF               | 21 | ロジャー・ハント       |      |
| 監督:            |    |                        |      |
| アルフ・ラムゼイ |    |                        |      |

| GK                   | 1  | ハンス・チルコフスキ             |
| RB                   | 2  | ホルスト＝ディーター・ヘットゲス |
| CB                   | 5  | ヴィリ・シュルツ                 |
| CB                   | 6  | ヴォルフガンク・ヴェーバー       |
| LB                   | 3  | カール＝ハインツ・シュネリンガー |
| CM                   | 4  | フランツ・ベッケンバウアー       |
| CM                   | 12 | ヴォルフガング・オヴェラート     |
| RF                   | 8  | ヘルムート・ハーラー             |
| CF                   | 9  | ウーヴェ・ゼーラー               |
| CF                   | 10 | ジークフリート・ヘルト           |
| LF                   | 11 | ローター・エメリッヒ             |
| 監督:                |    |                                  |
| ヘルムート・シェーン |    |                                  |